# Rhêmes-Notre-Dame
Rhêmes-Notre-Dame (Noutra Dame de Réma en dialecto valdostano) es una localidad y comune italiana de la región del Valle de Aosta, con 128 habitantes.

## Historia
En 1928, el gobierno fascista de Benito Mussolini unió a ambas comunidades, Rhêmes Notre-Dame y  Rhêmes-Saint-Georges en una sola entidad administrativa con el nombre italiano de Val di Rema. Los dos municipios fueron restaurados en 1946.

## Evolución demográfica
| Gráfica de evolución demográfica de Rhêmes-Notre-Dame entre 1861 y 2001 |
|                                                                         |
| Fuente ISTAT - elaboración gráfica de Wikipedia                         |

## Climatología
Debido a su altitud, los inviernos son bastante fríos y con abundantes nevadas, mientras que los veranos son frescos. Las temperaturas varían desde mínimas que llegan a alcanzar los -15 °C en invierno hasta valores máximos de 22/23 °C en verano. Como curiosidad, Rhêmes ostenta el récord de ser la localidad con una temperatura media invernal más baja de Europa Occidental. 